# Emil Heine
Emil Heine (* 24. Juli 1806 in Dresden; † 25. Januar 1873 ebenda) war ein deutscher katholischer Theologe und Geistlicher.

## Leben
Heine verbrachte seine Schulzeit am Wendischen Seminar und studierte anschließend dort. Am 24. Oktober 1831 fand in seiner Heimatstadt seine Priesterweihe statt; anschließend war er vier Jahre lang als Priester in Freiberg tätig. Von 1835 bis 1837 arbeitete Emil Heine als Kaplan in Leipzig. 1837 wurde er vertretender Hofprediger in Dresden; erst acht Jahre später, 1845, tatsächlicher Hofprediger. Im Jahre 1853 wurde Heine Beichtvater der Familie um Johann von Sachsen. Hinzu kommen Heines Tätigkeiten als Domherr in Bautzen sowie als Vikariatsrat. Er war der jüngere Bruder des Dresdner Architekten Gustav Heine. Sein Vater Johann August Heine war ebenfalls Architekt in Dresden.

## Werke
- Sechs Fastenvorträge über gangbare Reden und Grundsätze der Welt (1848)
- Jetzt ist die gnadenreiche Zeit. Ein Fastenbuch (1873)
- Domherr E. Heine in seinem Lebensgange aus seinen Predigten, Reden und Gebeten (1874)